# Sexey-les-Bois
Sexey-les-Bois is een plaats en voormalige gemeente in het Franse departement Meurthe-et-Moselle in de regio Grand Est en telt 315 inwoners (1999).

## Geschiedenis
De plaats maakt deel uit van het arrondissement Toul en sinds 22 maart 2015 van het op die dag opgerichte kanton Nord-Toulois. Daarvoor hoorde het bij het kanton Toul-Nord, dat toen opgeheven werd. Op 1 januari 2019 fuseerde de gemeente met Velaine-en-Haye tot de commune nouvelle Bois-de-Haye, waarvan Sexey-les-Bois de status van commune déléguée kreeg.

## Geografie
De oppervlakte van Sexey-les-Bois bedraagt 6,8 km², de bevolkingsdichtheid is 46,3 inwoners per km².
De onderstaande kaart toont de ligging van Sexey-les-Bois met de belangrijkste infrastructuur en aangrenzende gemeenten.

## Demografie
Onderstaande figuur toont het verloop van het inwonertal (bron: INSEE-tellingen).